# Tanzanapseudes longiseta
Tanzanapseudes longiseta är en kräftdjursart som beskrevs av Mihai Bacescu 1975. Tanzanapseudes longiseta ingår i släktet Tanzanapseudes och familjen Tanzanapseudidae. Inga underarter finns listade i Catalogue of Life.